# Liu Sanjie (pel·lícula)
Liu Sanjie (xinès simplificat: 刘三姐, pinyin: Liú Sānjiě, literalment 'Liu, la tercera germana') és una pel·lícula musical xinesa del 1961 que tracta sobre la llegendària cantant folk Liu Sanjie. Va ser dirigida per Su Li (苏里). A la pel·lícula es representen els paisatges de Guangxi i vora un centenar de cançons tradicionals Zhuang. Liu Sanjie també utilitza elements d'òperes xineses tradicionals.
La pel·lícula es va emetre en més de 50 països, i va ser considerada per Zhou Enlai com una pel·lícula que va fer una gran contribució en els intercanvis culturals de la Xina amb països estrangers. A fora de la Xina continental, es va estrenar per primera vegada a Hong Kong, on tant la pel·lícula com les cançons tingueren un gran èxit, així com una imitació de caràcter més dretà realitzada a Taipei, que s'anomenà Shan'ge Lian, que també fou reeixida.
Inspirada en una història tradicional del poble Zhuang, a la pel·lícula es conta la història d'una dona al sud-oest de la Xina durant la Dinastia Tang. Liu Sanjie canta cançons tradicionals de la muntanya i lluita contra els terratinents. La pel·lícula representa la inclusió de les minories nacionals en el procés de revolució comunista de la Xina d'aquella època. El fet d'aparèixer a les portes de la Revolució Cultural va fer que la rebuda de la crítica fora desigual. El combinar una història d'amor musicada amb la lluita de classes va provocar que tant els partidaris d'un gènere com els altres la criticaren. Tot i això, fou una de les pel·lícules amb major audiència de l'època de la Revolució Cultural.
Una versió en ballet va ser dirigida per Yu Yonggang i Chen Zhenggong el 1978.